# Campionato finlandese di pallavolo femminile
Il campionato finlandese di pallavolo femminile è un insieme di tornei pallavolistici per squadre di club finlandesi, istituiti dalla Federazione pallavolistica della Finlandia.

## Struttura
- Campionati nazionali professionistici:

Lentopallon Mestaruusliiga: a girone unico, partecipano dieci squadre.
- Campionati nazionali non professionistici:

Lentopallon 1-sarja: a girone unico, partecipano dodici squadre.
Lentopallon 2-sarja: a dieci gironi, partecipano cinquataquattro squadre.